# Lofoforo

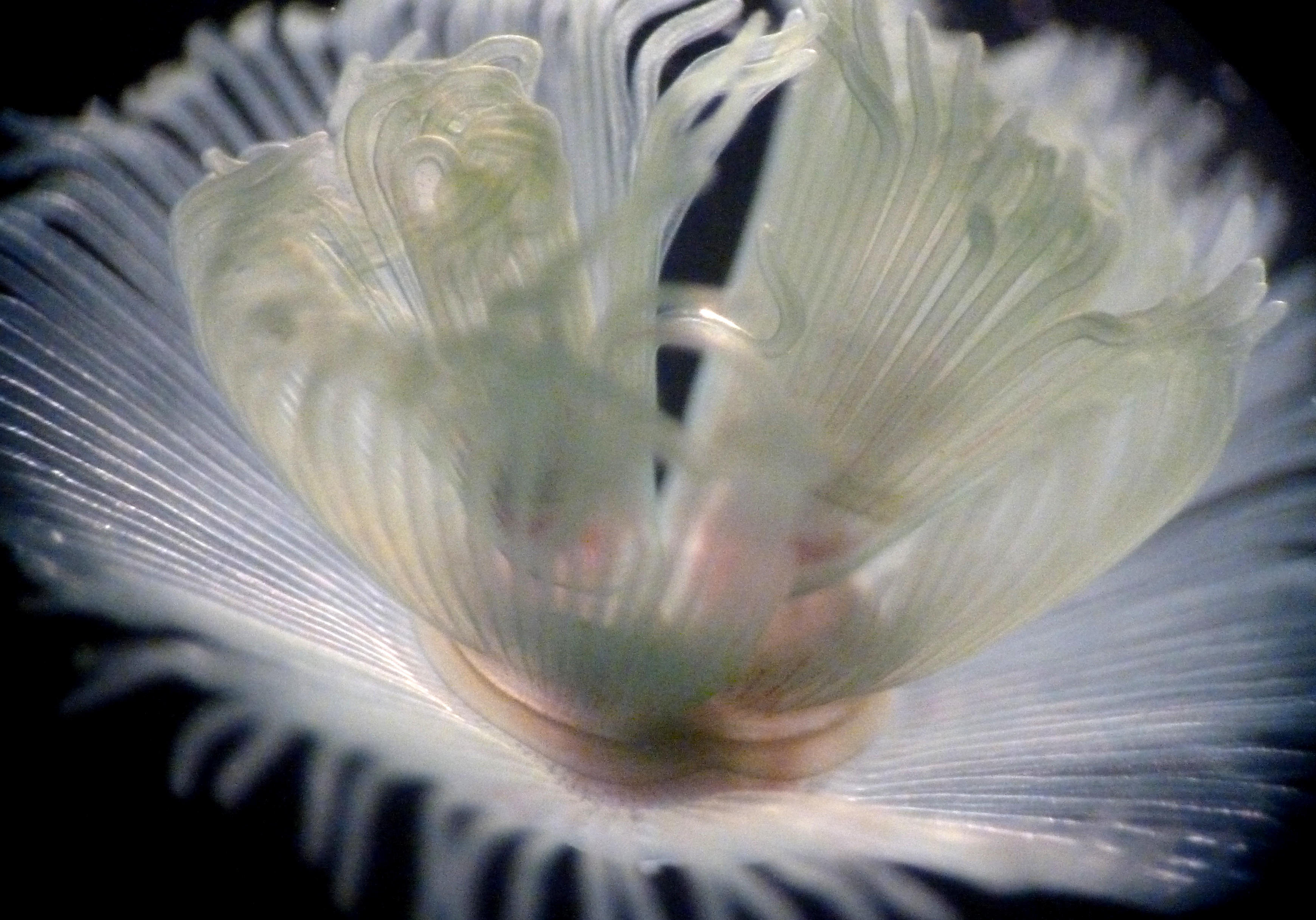
Lofoforo di Phoronopsis harmeri

In zoologia il lofoforo è un organo a forma di ferro di cavallo che circonda la bocca; la sua forma è variabile a seconda del gruppo animale considerato, ed è provvisto di numerosi tentacoli ciliati. Le ciglia in continuo movimento producono una corrente d'acqua che favorisce l'apporto di ossigeno e di alimento. I tre phyla animali che ne sono provvisti costituiscono il raggruppamento dei lofoforati (di nessuna valenza cladistica, filogenetica), tutti filtratori sospensivori e appartenenti al clade Lophotrochozoa: 
- Brachiopodi
- Foronidei
- Briozoi